# Палаухлор
Палаухлор (англ. Palau'chlor, 1,3-бис(метоксикарбонил)-2-хлоргуанидин) — органическое вещество, хлорирующий реагент на основе гуанидина, отличающийся устойчивостью, удобством в использовании и высокой реакционной способностью. Применяется преимущественно для хлорирования гетероциклических соединений. В литературе описаны примеры, когда палаухлор позволял хлорировать субстраты, не реагирующие с N-хлорсукцинимидом.

## Получение
Палаухлор синтезируют в три стадии в масштабах десятков грамм. Исходным соединением служит сульфат S-метилизотиомочевины, который подвергают метоксикарбонилированию под действием избытка метилхлорформиата в щелочной среде. Полученный продукт обрабатывают раствором аммиака в метаноле, после чего полученный N,N'-бис(метоксикарбонилгуанидин) хлорируют под действием трет-бутилгипохлорита, что даёт палаухлор с количественным выходом. Палаухлор можно хранить на воздухе без особых мер предосторожности.

## Строение и физические свойства
Реагент растворим в хлористом метилене и хлороформе, частично растворим в ацетонитриле и диметилсульфоксиде, нерастворим в метаноле и этаноле.

## Химические свойства
Палаухлор позволяет обработкой в хлороформе или ацетонитриле хлорировать богатые электронами арены и гетероарены, метилкетоны, еноны и другие сопряжённые системы. Что касается гетероароматических соединений, то спектр применения реагента весьма широк: хлорированию подвергаются имидазолы, пирролы, индолы, пиразолы и индазолы. Возможность галогенирования бензольных ароматических колец была показана на примере сложных природных соединений, таких как ванкомицин и ротенон. Во втором из них удалось селективно прохлорировать одно из четырёх возможных положений в двух ароматических ядрах.